# Rallye Lettland 2024

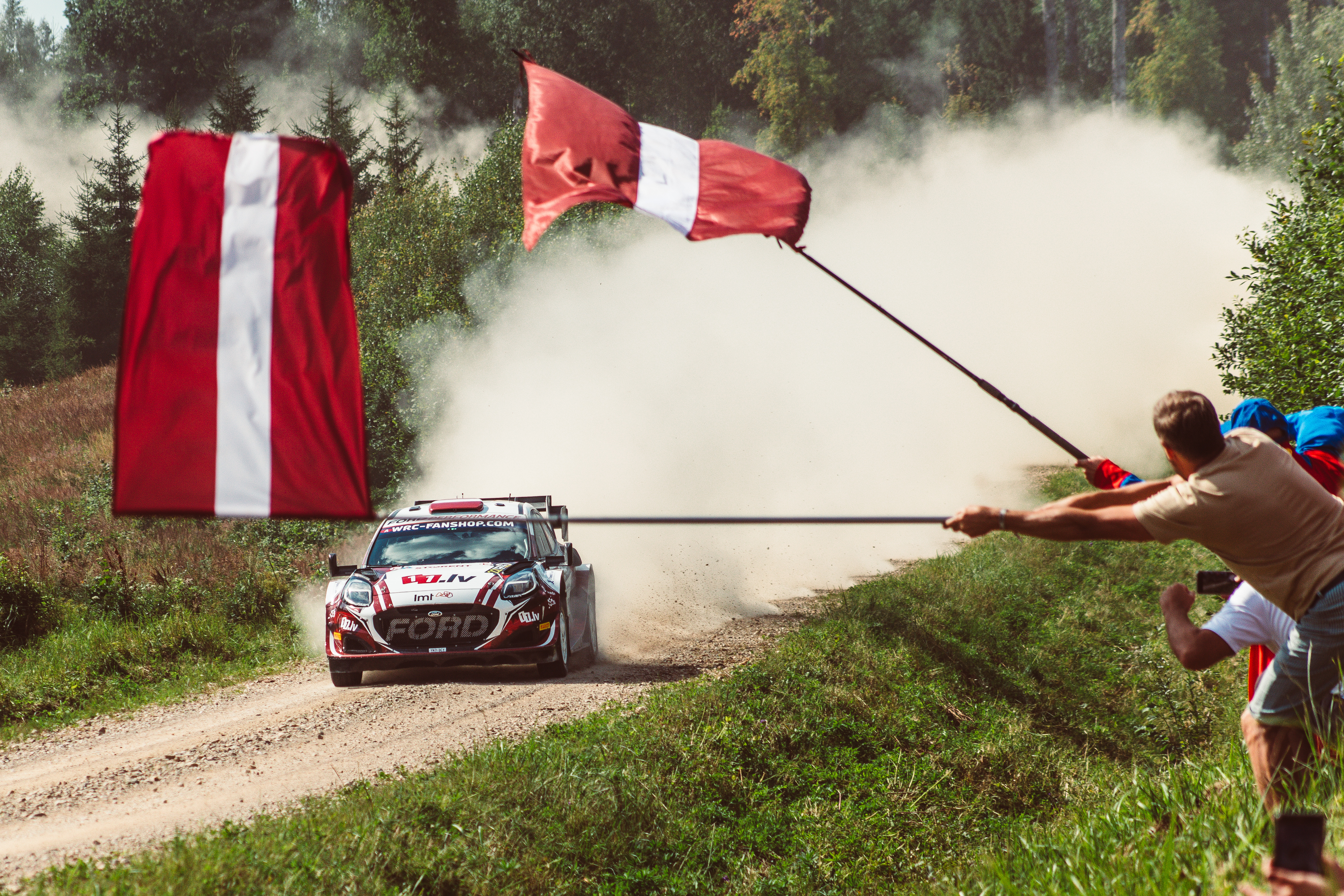
Mārtiņš Sesks und Renārs Francis bei der Rallye Lettland 2024

Die Rallye Lettland 2024 (offiziell Tet Rally Lettland 2024) war der 8. Lauf zur FIA-Rallye-Weltmeisterschaft 2024. Sie dauerte vom 18. bis zum 21. Juli und es wurden insgesamt 20 Wertungsprüfungen (WP) gefahren.

## Meldeliste
| Nr.                  | Fahrer              | Co-Pilot            | Auto                   |
| WRC-Klasse (Rally1)  | WRC-Klasse (Rally1) | WRC-Klasse (Rally1) | WRC-Klasse (Rally1)    |
| -------------------- | ------------------- | ------------------- | ---------------------- |
| 4                    | Esapekka Lappi      | Janne Ferm          | Hyundai i20 N Rally1   |
| 8                    | Ott Tänak           | Martin Järveoja     | Hyundai i20 N Rally1   |
| 11                   | Thierry Neuville    | Martijn Wydaeghe    | Hyundai i20 N Rally1   |
| 13                   | Grégoire Munster    | Louis Louka         | Ford Puma Rally1       |
| 16                   | Adrien Fourmaux     | Alexandre Coria     | Ford Puma Rally1       |
| 17                   | Sébastien Ogier     | Vincent Landais     | Toyota GR Yaris Rally1 |
| 18                   | Takamoto Katsuta    | Aaron Johnston      | Toyota GR Yaris Rally1 |
| 22                   | Mārtiņš Sesks       | Renārs Francis      | Ford Puma Rally1       |
| 33                   | Elfyn Evans         | Scott Martin        | Toyota GR Yaris Rally1 |
| 69                   | Kalle Rovanperä     | Jonne Halttunen     | Toyota GR Yaris Rally1 |
| WRC2-Klasse (Rally2) |                     |                     |                        |
| Nr.                  | Fahrer              | Co-Pilot            | Auto                   |
| 20                   | Oliver Solberg      | Elliott Edmondson   | Škoda Fabia RS Rally2  |
| 21                   | Sami Pajari         | Enni Mälkönen       | Toyota GR Yaris Rally2 |
| 24                   | Gus Greensmith      | Jonas Andersson     | Škoda Fabia RS Rally2  |
| 25                   | Josh McErlean       | James Fulton        | Škoda Fabia RS Rally2  |
| 27                   | Mikko Heikkilä      | Kristian Temonen    | Toyota GR Yaris Rally2 |
| 28                   | Emil Lindholm       | Reeta Hämäläinen    | Hyundai i20 N Rally2   |
| 31                   | Armin Kremer        | Ella Kremer         | Škoda Fabia RS Rally2  |

Anmerkung: Insgesamt haben sich 38 Fahrzeuge in verschiedenen Klassen eingeschrieben.

## Klassifikationen

### WRC Rally1
| Position | Position | Nr. | Fahrer           | Co-Pilot         | Auto                   | Zeit      | Rückstand | WM-Punkte | WM-Punkte | WM-Punkte  | WM-Punkte |
| Rally1   | Gesamt   | Nr. | Fahrer           | Co-Pilot         | Auto                   | Zeit      | Rückstand | Samstag   | Sonntag   | Powerstage | Total     |
| -------- | -------- | --- | ---------------- | ---------------- | ---------------------- | --------- | --------- | --------- | --------- | ---------- | --------- |
| 1        | 1        | 69  | Kalle Rovanperä  | Jonne Halttunen  | Toyota GR Yaris Rally1 | 2:31:47.6 |           | 18        | 5         | 0          | 23        |
| 2        | 2        | 17  | Sébastien Ogier  | Vincent Landais  | Toyota GR Yaris Rally1 | 2:32:26.8 | 00:39.2   | 15        | 6         | 4          | 25        |
| 3        | 3        | 8   | Ott Tänak        | Martin Järveoja  | Hyundai i20 N Rally1   | 2:32:52.1 | 01:04.5   | 10        | 7         | 5          | 22        |
| 4        | 4        | 16  | Adrien Fourmaux  | Alexandre Coria  | Ford Puma Rally1       | 2:33:19.1 | 01:31.5   | 8         | 2         | 0          | 10        |
| 5        | 5        | 33  | Elfyn Evans      | Scott Martin     | Toyota GR Yaris Rally1 | 2:33:30.3 | 01:42.7   | 6         | 4         | 1          | 11        |
| 6        | 6        | 18  | Takamoto Katsuta | Aaron Johnston   | Toyota GR Yaris Rally1 | 2:33:54.6 | 02:07.0   | 4         | 1         | 2          | 7         |
| 7        | 7        | 22  | Mārtiņš Sesks    | Renārs Francis   | Ford Puma Rally1       | 2:34:33.0 | 02:45.4   | 13        | 0         | 0          | 13        |
| 8        | 8        | 11  | Thierry Neuville | Martijn Wydaeghe | Hyundai i20 N Rally1   | 2:34:34.0 | 02:46.4   | 3         | 3         | 3          | 9         |
| 9        | 9        | 13  | Grégoire Munster | Louis Louka      | Ford Puma Rally1       | 2:37:10.7 | 05:23.1   | 2         | 0         | 0          | 2         |

### WRC Rally2
| Position | Position | Nr. | Fahrer         | Co-Pilot          | Auto                   | Zeit      | Rückstand | Punkte | Punkte | Punkte |
| Gesamt   | Rally2   | Nr. | Fahrer         | Co-Pilot          | Auto                   | Zeit      | Rückstand | Gesamt | Rally2 |        |
| -------- | -------- | --- | -------------- | ----------------- | ---------------------- | --------- | --------- | ------ | ------ | ------ |
| 10       | 1        | 25  | Oliver Solberg | Elliott Edmondson | Škoda Fabia RS Rally2  | 2:40:25.5 |           | 25     | 1      |        |
| 11       | 2        | 27  | Mikko Heikkilä | Kristian Temonen  | Toyota GR Yaris Rally2 | 2:41:02.9 | 0:37.4    | 18     | 0      |        |
| 12       | 3        | 25  | Sami Pajari    | Enni Mälkönen     | Toyota GR Yaris Rally2 | 2:41:10.3 | 0:44.8    | 15     | 0      |        |

Anmerkung: Insgesamt haben sich 32 Fahrzeuge von 38 gestarteten klassiert.

## Wertungsprüfungen
Zeitzone MESZ
| Datum    | Start         | Nr.                     | WP                        | Länge                   | Gewinner                                                                               | Zeit                            | Leader          |
| -------- | ------------- | ----------------------- | ------------------------- | ----------------------- | -------------------------------------------------------------------------------------- | ------------------------------- | --------------- |
| 18. Juli | 08:31         | —                       | Cimdenieki (Shakedown)    | 3,58 km                 | Ott Tänak                                                                              | 01:33.6                         |                 |
| 18. Juli | 19:05         | WP1                     | Biķernieki Track          | 11,13 km                | Kalle Rovanperä                                                                        | 07:28.5                         | Kalle Rovanperä |
| 19. Juli | 08:20 – 08:40 | Reifenservice A, Tukums | Reifenservice A, Tukums   | Reifenservice A, Tukums | Reifenservice A, Tukums                                                                | Reifenservice A, Tukums         | Kalle Rovanperä |
| 19. Juli | 09:00         | WP2                     | Milzkalne 1               | 4,99 km                 | Kalle Rovanperä                                                                        | 02:31.8                         | Kalle Rovanperä |
| 19. Juli | 09:45         | WP3                     | Tukums 1                  | 27,56 km                | Mārtiņš Sesks                                                                          | 13:40.0                         | Kalle Rovanperä |
| 19. Juli | 11:00         | WP4                     | Andumi                    | 17,86 km                | Mārtiņš Sesks                                                                          | 09:12.5                         | Kalle Rovanperä |
| 19. Juli | 12:50 – 13:10 | Reifenservice B, Tukums | Reifenservice B, Tukums   | Reifenservice B, Tukums | Reifenservice B, Tukums                                                                | Reifenservice B, Tukums         | Kalle Rovanperä |
| 19. Juli | 13:30         | WP5                     | Milzkalne 2               | 4,99 km                 | Sébastien Ogier                                                                        | 02:29.6                         | Kalle Rovanperä |
| 19. Juli | 14:15         | WP6                     | Tukums 2                  | 27,56 km                | Kalle Rovanperä                                                                        | 13:27.5                         | Kalle Rovanperä |
| 19. Juli | 15:30         | WP7                     | Strazde                   | 17,44 km                | Kalle Rovanperä                                                                        | 08:22.3                         | Kalle Rovanperä |
| 19. Juli | 16:20         | WP8                     | Talsi                     | 20,52 km                | Kalle Rovanperä                                                                        | 11:30.4                         | Kalle Rovanperä |
| 19. Juli | 19:20 – 20:05 | Service A, Liepāja      | Service A, Liepāja        | Service A, Liepāja      | Service A, Liepāja                                                                     | Service A, Liepāja              | Kalle Rovanperä |
| 20. Juli | 07:20         | WP9                     | Pilskalns                 | 18,87 km                | Kalle Rovanperä                                                                        | 08:53.9                         | Kalle Rovanperä |
| 20. Juli | 08:35         | WP10                    | Snēpele                   | 17,52 km                | Kalle Rovanperä                                                                        | 08:15.6                         | Kalle Rovanperä |
| 20. Juli | 10:30         | WP11                    | Īvande                    | 23,04 km                | Ott Tänak                                                                              | 11:23.3                         | Kalle Rovanperä |
| 20. Juli | 12:05         | WP12                    | Vecpils 1                 | 12,64 km                | Kalle Rovanperä                                                                        | 05:52.1                         | Kalle Rovanperä |
| 20. Juli | 13:30 – 14:10 | Service B, Liepāja      | Service B, Liepāja        | Service B, Liepāja      | Service B, Liepāja                                                                     | Service B, Liepāja              | Kalle Rovanperä |
| 20. Juli | 15:15         | WP13                    | Podnieki                  | 10,09 km                | Kalle Rovanperä                                                                        | 05:06.1                         | Kalle Rovanperä |
| 20. Juli | 16:05         | WP14                    | Vecpils 2                 | 12,64 km                | Kalle Rovanperä                                                                        | 05:40.1                         | Kalle Rovanperä |
| 20. Juli | 18:00         | WP15                    | Dinsdurbe                 | 6,64 km                 | Sébastien Ogier                                                                        | 02:54.4                         | Kalle Rovanperä |
| 20. Juli | 19:15         | WP16                    | Liepāja City Stage        | 2,56 km                 | Kalle Rovanperä                                                                        | 02:02.5                         | Kalle Rovanperä |
| 20. Juli | 19:55 – 20:40 | Service C, Liepāja      | Service C, Liepāja        | Service C, Liepāja      | Service C, Liepāja                                                                     | Service C, Liepāja              | Kalle Rovanperä |
| 21. Juli | 07:55         | WP17                    | Krogzemji 1               | 18,70 km                | Sébastien Ogier                                                                        | 09:19.2                         | Kalle Rovanperä |
| 21. Juli | 09:05         | WP18                    | Mazilmāja 1               | 13,34 km                | Ott Tänak                                                                              | 07:09.0                         | Kalle Rovanperä |
| 21. Juli | 10:55         | WP19                    | Krogzemji 2               | 18,70 km                | Ott Tänak                                                                              | 09:12.2                         | Kalle Rovanperä |
| 21. Juli | 13:15         | WP20                    | Mazilmāja 2 (Power Stage) | 13,34 km                | 1. Ott Tänak 2. Sébastien Ogier 3. Thierry Neuville 4. Takamoto Katsuta 5. Elfyn Evans | 07:06.0 07:06.2 07:06.8 07:07.4 | Kalle Rovanperä |